# Spornhühner
Die Spornhühner (Galloperdix), manchmal auch als Zwergfasanen bezeichnet, sind eine Gattung der Vögel aus der Ordnung der Hühnervögel. Sie umfasst drei Arten, deren Verbreitung auf den Indischen Subkontinent beschränkt ist. Sie bewohnen meist hügeliges, bewaldetes oder mit Buschland bestandenes, teils felsiges Gelände. Keine der drei Arten ist gefährdet.

## Beschreibung
Spornhühner sind mit einer Körperlänge von 30 bis 38 cm durchschnittlich etwas größer als Rebhühner. Im Aussehen stehen sie etwa zwischen den Kammhühnern und den Rebhuhnverwandten. Die Geschlechter unterscheiden sich deutlich. Das Prachtkleid der Hähne ist jedoch nicht ganz so ausgeprägt wie bei vielen Fasanen und die Henne ist eher einfarbig braun als kryptisch gemustert. Männchen sind etwas größer als Weibchen. Der Schwanz – beim Hahn nicht deutlich ausgeprägter als bei der Henne – ist relativ lang, gestuft, leicht dachförmig und wird meist schräg abwärts gehalten. Er besteht aus 14 Steuerfedern. Die Flügel sind kurz und rundlich, wobei die erste Handschwinge die kürzeste, die fünfte und sechste die längsten sind. Der Lauf ist beim Hahn mit drei oder sogar vier Spornen bewehrt, bei der Henne mit zweien. Kämme oder Kehllappen sind nicht ausgeprägt. Der unbefiederte Orbitalbereich färbt sich aber zur Brutzeit rot.

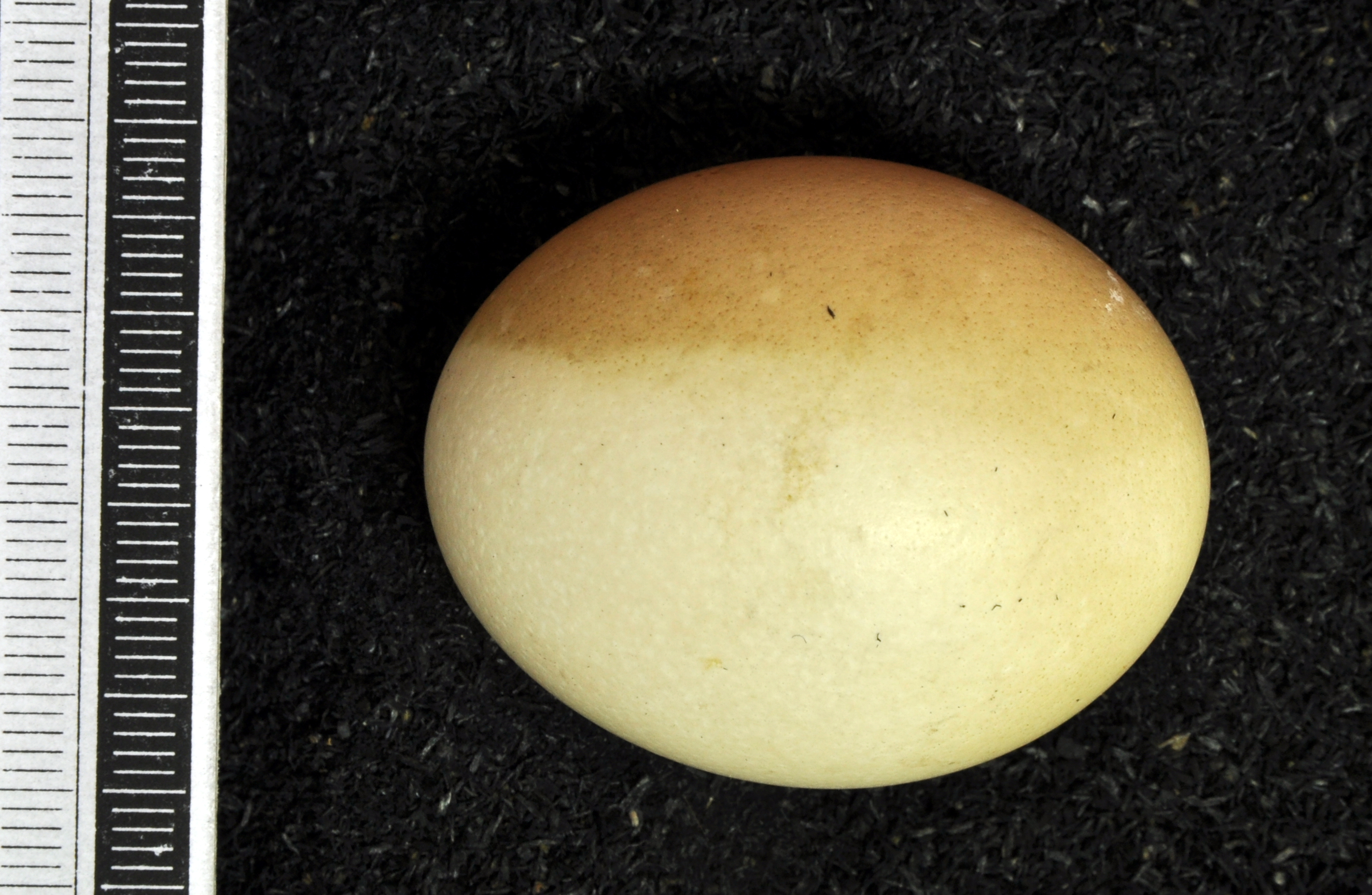
Ei, Sammlung Museum Wiesbaden

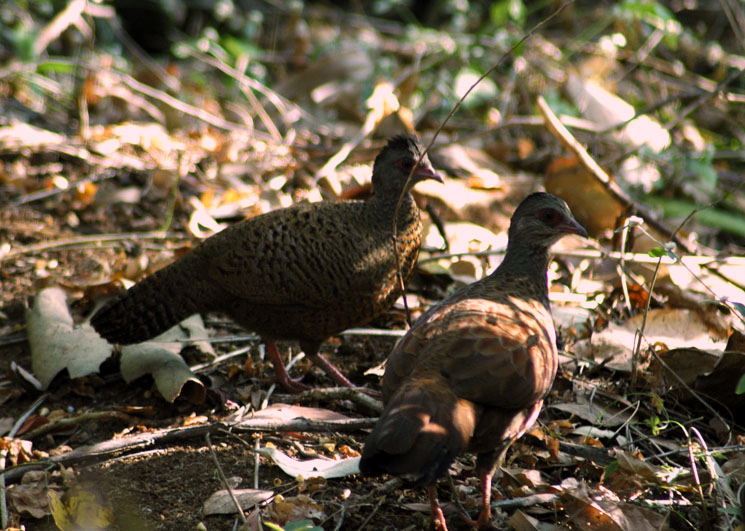
Paar des Rotspornhuhns (Galloperdix spadicea), vorne der Hahn
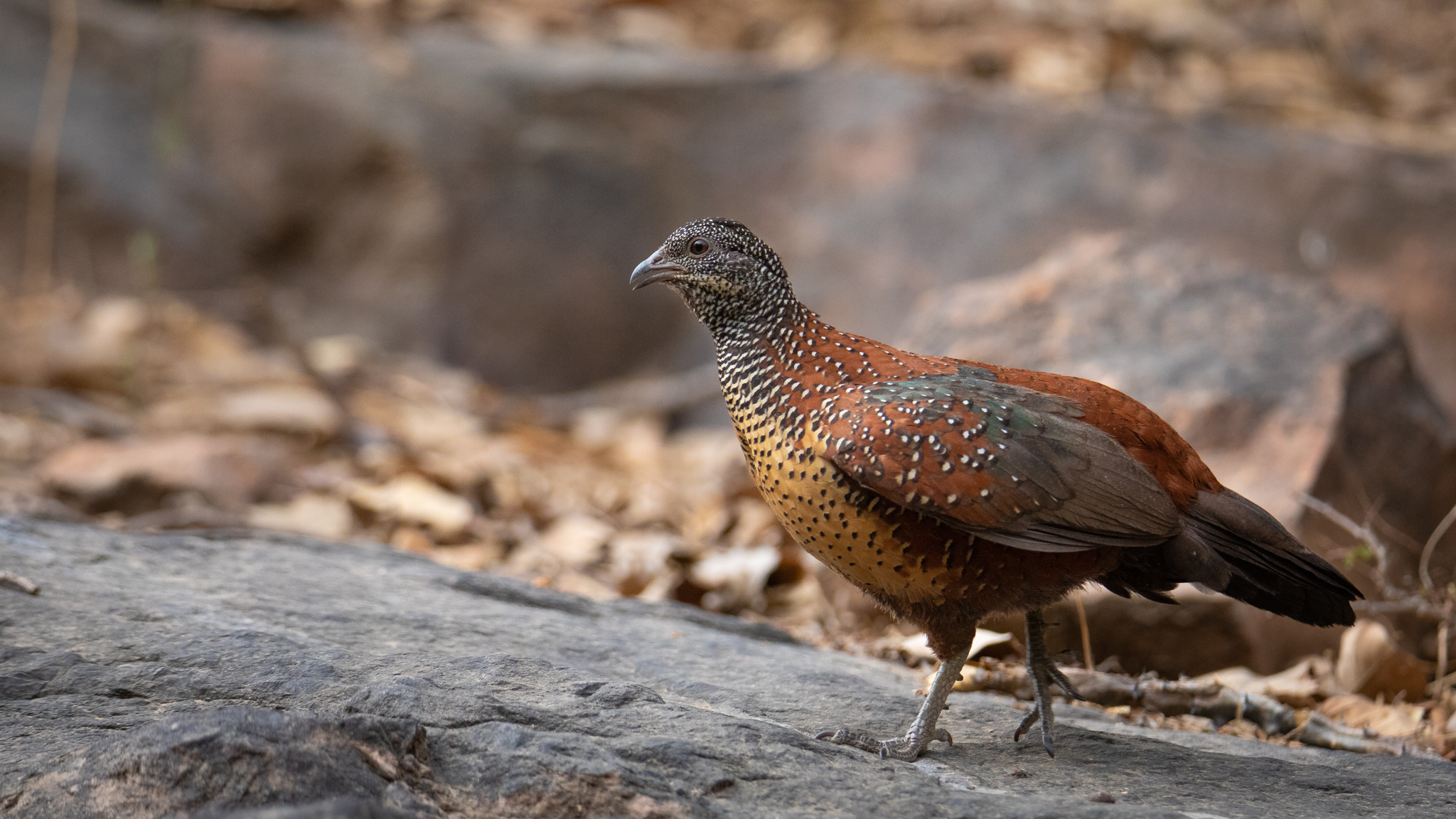
Hahn des Perlspornhuhns (Galloperdix lunulata)
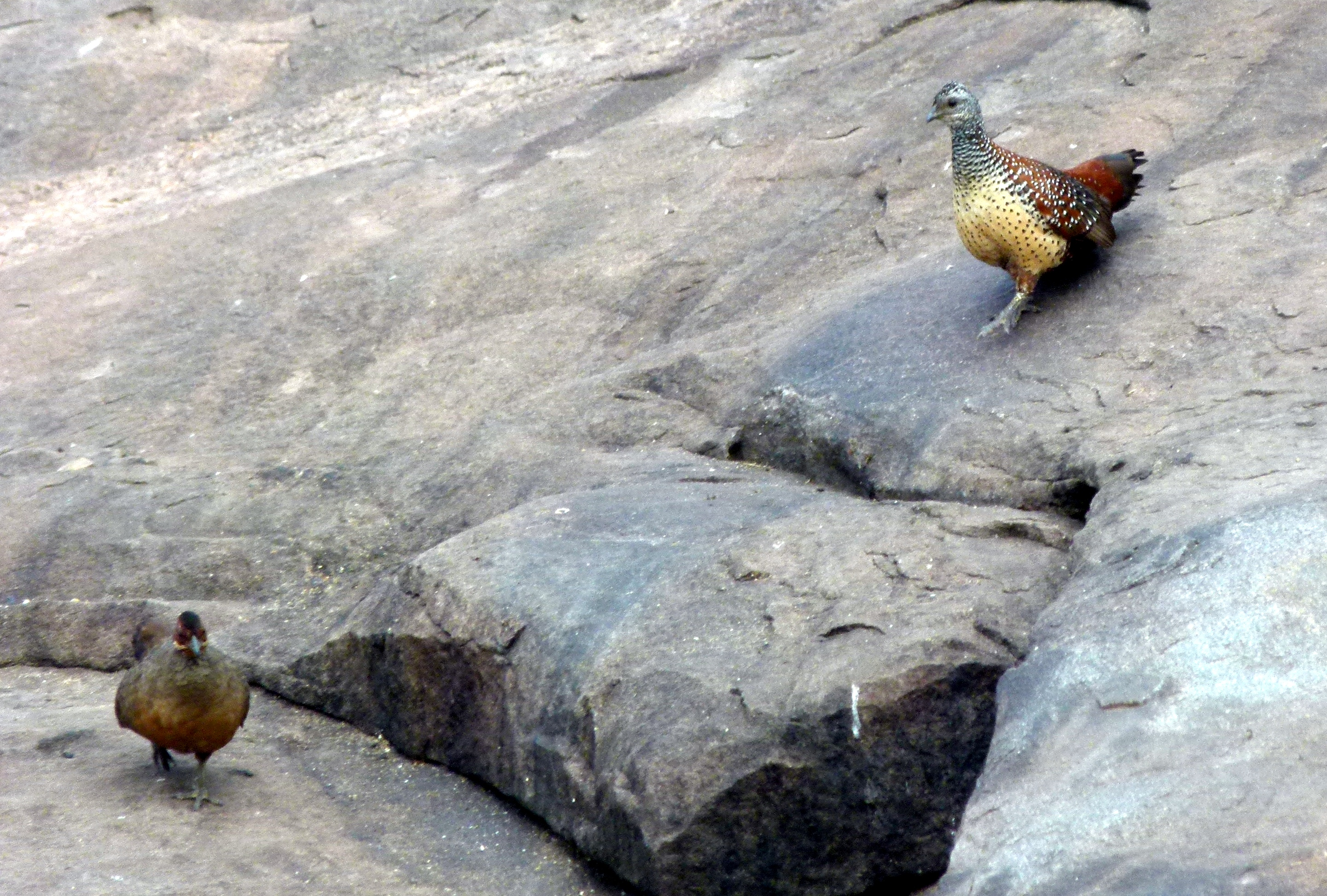
Paar des Perlspornhuhns

## Arten
- Rotspornhuhn (Galloperdix spadicea) – Indien, vorwiegend im Bereich des Dekkan-Plateaus
- Perlspornhuhn (Galloperdix lunulata) – Indien, vorwiegend im Bereich des Dekkan-Plateaus
- Ceylonspornhuhn (Galloperdix bicalcarata) – Sri Lanka